# Judenhof (Kronach)
Judenhof ist ein Wohnplatz der Kreisstadt Kronach im Landkreis Kronach (Oberfranken, Bayern).

## Geographie
Die einstige Einöde ist Haus Nr. 38 der Ortsstraße Brand des Gemeindeteils Gehülz.

## Geschichte
Gegen Ende des 18. Jahrhunderts gehörte Judenhof zu Brand. Das Hochgericht übten die Rittergüter Schmölz-Theisenort und Küps-Theisenort in begrenztem Umfang aus. Sie hatten ggf. an das bambergische Centamt Kronach auszuliefern. Das Rittergut Schmölz-Theisenort war der Grundherr des Ganzhofes.
Mit dem Gemeindeedikt wurde Judenhof dem 1808 gebildeten Steuerdistrikt Neuses und der 1818 gebildeten Ruralgemeinde Gehülz zugewiesen. Am 1. Mai 1978 wurde Judenhof im Zuge der Gebietsreform in Bayern in Kronach eingegliedert.

### Einwohnerentwicklung
| Jahr      | 001818 | 001861 | 001871 | 001885 | 001900 | 001925 | 001950 | 001961 | 001970 |
| Einwohner |        | 5      | 7      | 6      | 4      | 5      | 7      | 5      | 4      |
| Häuser    | 1      |        |        | 1      | 1      | 1      | 1      | 3      |        |
| Quelle    | [ 3 ]  | [ 5 ]  | [ 6 ]  | [ 7 ]  | [ 8 ]  | [ 9 ]  | [ 10 ] | [ 11 ] | [ 12 ] |

## Religion
Der Ort ist römisch-katholisch geprägt und war ursprünglich nach St. Johannes der Täufer (Kronach) gepfarrt. Seit der Gründung der Pfarrei St. Bonifatius (Gehülz) in der ersten Hälfte des 20. Jahrhunderts sind die Katholiken dorthin gepfarrt.

## Weblink
- Judenhof in der Ortsdatenbank des bavarikon, abgerufen am 20. August 2021.